# Leave It to the Beavers
Leave It to the Beavers (conocido como "Déjaselo a los Castores" en América Latina) es el décimo noveno episodio de la primera temporada de la serie de televisión estadounidense de drama-sobrenatural Grimm. El guion principal del episodio fue escrito por Nevin Densham y la dirección general estuvo a cargo de Holly Dale. 
El episodio se transmitió originalmente el 27 de abril del año 2012 por la cadena de televisión NBC. Mientras que en América Latina el episodio se estrenó el 18 de junio del mismo año por el canal Unniversal Channel. 
En este episodio Nick trata de convencer a un potencial testigo de hacer una declaración en contra de un sospechoso, mientras que los Hasslichen se mueven con cuidado para planificar su próximo movimiento en contra del Grimm. 

## Argumento
Nick toma algunas de las armas mediavales del tráiler de la tía Marie, y se dirige a los bosques de Portland para entrenar un poco junto con la ayuda de Monroe en sus habilidades en combate. Esa misma noche Robert Grosszahn, el dueño de una construcción y un Eisbiber es asesinado por uno de sus clientes y un Haslich, luego de rehusarse a seguir financiando la construcción de un puente. El acto es contemplando por otro Eisbiber, quien consigue reportar el asesinato, y escapar a duras cuestas del lugar.
Al día siguiente, Hank, Wu y Nick analizan la escena del crimen, y encuentran un celular que los lleva de inmediato con Sal Brutell, el mismo Haslich responsable de haber asesinado a Robert Gosszahn. Aunque Nick se percata de que Sal es un wesen, el detective se compromete a no arrestarlo hasta encontrar una prueba convincente que lo ubique en la escena del crimen. Su oportunidad se presenta, cuando Nick descubre que el testigo que reportó el asesinato a emergencias, es un conocido de John Oblinger y Bud, dos de los Eisbibers que conoció en sus casos pasados. En respuesta a esto, Nick visita a Bud para pedirle el favor de localizar a su amigo Arnold y convencerlo de declarar en contra de Sal.
Esa misma noche, Juliette le comenta a Nick sobre sus intenciones de invitar a Monroe a una cena en su hogar. Nick decide advertirle sobre esto a su amigo y trata de convencerlo de que se reporte enfermo para evitar asistir al compromiso, pero Monroe se rehúsa alegando que la escusa solo servirá para una vez y este decide aceptar la invitación para evitar levantar sospechas. La noche de la cena, Monroe y Nick confunden un poco a Juliette cuando inventan una historia poco convincente de como fue que se conocieron. 
En la casa de John Oblinger, Bud visita a un asustado Arnold, quien se rehúsa declarar el crimen del que fue testigo, una decisión en la que se mantiene firme hasta que escucha de parte de Bud, que Nick es un Grimm y que está de su lado. En otra parte de Portland, Sal se reúne con algunos de sus amigos, y tras una seria platica, este decide llamar a los asesinos de los Grimm para deshacerse de Nick.
Al día siguiente Nick es citado por Bud, a una asamblea integrada por varios Eisbibers, los cuales se han reunido para decidir si pueden ayudar a Nick en su arresto contra un Haslich. Tristemente, todos los Eisbibers llegan a la conclusión de dejar a Nick por su cuenta y no participar en alguna acción en contra de una especie más fuerte que ellos. La respuesta de varios miembros de su especie, dejan a Bud y a John algo avergonzado de su naturaleza cobarde, pero también alientan a Arnold a decidirse por realizar su declaración.
Con la ayuda de Arnold, Nick y Hank consiguen arrestar a Sal. No obstante lo que los detectives no saben, es que dos asesinos, habían visitado a Sal antes y por lo tanto lo utilizaron para poder identificar a Nick. Ante esto, los dos Haslichen se preparan para perseguir a su objetivo. Afortunadamente Nick se percata de que lo persiguen y en un acto de valentía, el Grimm desafía a los dos asesinos en una batalla, en la que consigue derrotarlos y asesinarlos. Más tarde Nick llama a Monroe para que lo ayude a deshacerse de los cadáveres, pero el Blutbad le sugiere que le envié un mensaje a los asesinos para advertirles de no meterse con él. Nick termina obedeciendo y le manda al hombre responsable de enviar a los asesinos, las dos cabezas de sus fallecidos súbditos.

## Elenco
- David Giuntoli como Nick Burkhardt.
- Russell Hornsby como Hank Griffin.
- Bitsie Tulloch como Juliette Silverton.
- Silas Weir Mitchell como Eddie Monroe.
- Sasha Roiz como el capitán Renard.
- Reggie Lee como el sargento Wu.

## Producción
La frase al comienzo del episodio es del cuento Las tres cabras macho Gruff.

### Continuidad
- Juliette invita a Monroe a una cena en su hogar para conocerlo mejor tras haber sido rescatada por él.
- Bud llama a Nick por su nombre completo: Nicholas Burkhardt.
- Este episodio marca la reputación de Nick ante la comunidad de Eisbibers.

## Recepción

### Audiencia
En el día de su transmisión original en los Estados Unidos por la NBC, el episodio fue visto por un total de 4.330.000 de telespectadores.

### Crítica
Kevin McFarland de AV Club le dio a episodio una B en una categoría de la A a la F argumentando: "Es una conclusión llena de suspenso para un episodio con mucha platica y sorprendente falta de acción. A lo largo de la temporada me he cansado de pasármela esperando que el show cumpla con ese sentimiento de frustración que describe como desperdicia su potencial, con algunas cosas reservadas que he disfrutado. Esa precipitación estuvo más pronunciada esta noche que en los dos últimos episodios de las semanas pasadas, aun así disfrute mucho de su desarrollo".